# Max Stahl

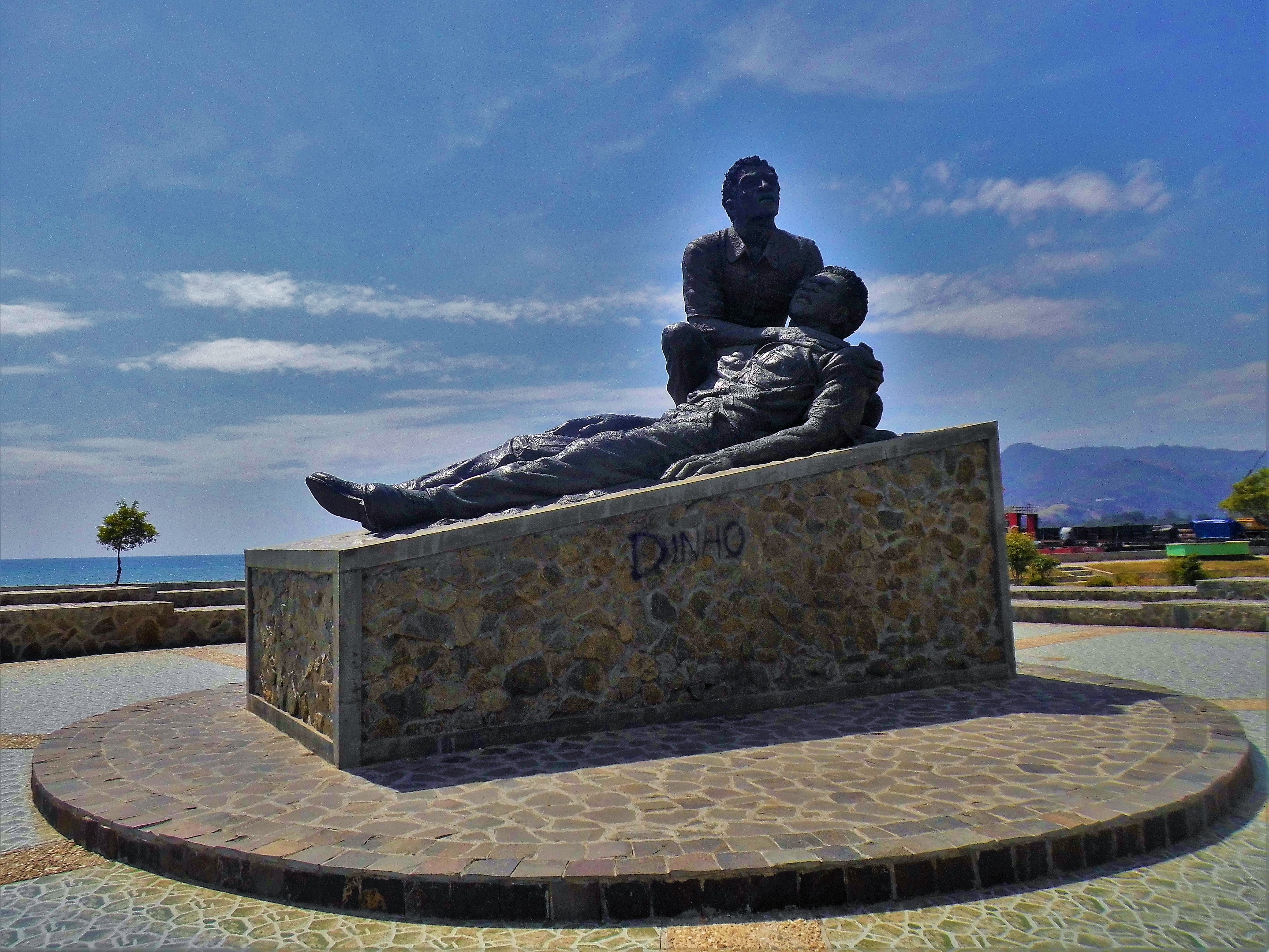
Stahl's foto diende als model voor het Santa Cruz Massacre Memorial

Max Stahl (geboren als Max Christopher Wenner) (Kensington (Londen), 6 december 1954 – Brisbane, 28 oktober 2021) was een Britse journalist. Hij ontving diverse prijzen voor zijn werk, maar werd vooral bekend door de beelden die hij filmde tijdens het bloedbad dat in 1991 plaatsvond bij de begraafplaats Santa Cruz in Dili, Oost Timor.

## Bloedbad van Santa Cruz
Op 30 augustus 1991 reisde Wenner onder het mom van toerist onder de naam Max Stahl naar het door Indonesië bezette Oost-Timor om voor de Britse televisie verschillende verzetsleiders te interviewen, onder wie Nino Konis Santana en David Alex. Terug in de hoofdstad Dili was hij op 12 november met zijn camera aanwezig bij een begrafenisstoet die uitgroeide tot een vreedzame demonstratie tegen de Indonesische bezetting. Bij de begraafplaats Santa Cruz openden Indonesische soldaten het vuur op de demonstranten. Bij deze aanval werden ook bajonetten gebruikt. 
Zeker 271 jongeren stierven en nog eens 270 anderen raakten vermist. Stahl filmde het drama en verborg de tape in de aarde van een vers graf, om deze later op te halen. De beelden werden kort daarop door de Nederlandse Saskia Kouwenberg naar Europa gesmokkeld. Door dit filmmateriaal werd de verborgen oorlog in Oost-Timor met geluid en bewegende beelden in kaart gebracht. De publicatie leidde wereldwijd tot grote verontwaardiging en veroorzaakte een groeiende solidariteit voor de Oost-Timorezen. Mensenrechtenorganisaties en politici namen de zaak van het conflict over en verhoogden de druk op Indonesië om de bezetting te beëindigen.
Een van de filmbeelden, waarop de gewonde Leví in de armen van Amali te zien is, diende als model voor het monument op het strand tegenover de Motael Kerk, ter nagedachtenis van het bloedbad bij Santa Cruz.
- Gemeinsame Normdatei: 1056455128
- International Standard Name Identifier: 0000 0003 8447 0722
- Library of Congress Control Number: no2012135857
- Virtual International Authority File: 276057680
- WorldCat: E39PBJfh7myxgvR6wCmvgQjXBP